# Miguel Tapia
Miguel Orlando Tapia Mendoza (San Miguel, Santiago, 9 de mayo de 1964) es un baterista y cantante chileno, mayormente conocido por haber pertenecido al grupo de rock Los Prisioneros desde sus inicios en 1982 hasta su separación en 2006.

## Biografía
Es conocido por haber sido el baterista de Los Prisioneros en sus dos procesos (1983-1992 y 2001-2006), banda a la que además bautizó e impulsó en sus primeros años. Durante su receso en los años 1990, Tapia inició nuevos proyectos musicales; con uno de ellos, Jardín Secreto, junto con Cecilia Aguayo (extecladista de Los Prisioneros), editó dos discos de corte tecno: el homónimo Jardín Secreto en 1993 y El sonido de existir en 1997.
En 1998, se enroló en el proyecto Los Dioses junto con el exvocalista de Los Prisioneros Jorge González y el venezolano Argenis Brito. Después del repentino alejamiento de González, formó junto con Brito el igualmente efímero dúo Razón Humanitaria (1999). Luego de la separación definitiva de Los Prisioneros en 2006, Tapia fue músico invitado de Gonzalo Yáñez. 
El 11 de enero de 2009, reapareció sorpresivamente en la escena musical, cuando fue invitado al escenario por el exguitarrista de Los Prisioneros Claudio Narea al cierre de su actuación en La Cumbre del Rock Chileno II. A partir de entonces, ambos forman un dúo bautizado simplemente Narea y Tapia. Con este nuevo proyecto musical, plasman todo su talento y trayectoria en sus más de 30 años de trabajo artístico.
Tuvo un breve papel en la película Miguel San Miguel, de Matías Cruz, que recrea los inicios de Los Prisioneros desde la óptica de Tapia (interpretado por Eduardo Fernández). La cinta se estrenó el 15 de noviembre de 2012, durante el Festival Internacional de Cine de Valdivia.
En octubre de 2012, formó con un grupo de amigos y vecinos de su hacienda de Pirque, la banda Travesía, proyecto que fusiona ritmos latinoamericanos con el rock y el tecno-pop. En 2014 el grupo publicó su primer álbum, Puerto Groove.
En 2015, compuso la banda sonora de la película Vacaciones en familia, de Ricardo Carrasco Farfán, cuyo tema principal es una versión de «Lo estamos pasando muy bien» de Los Prisioneros.
En noviembre de 2015, participó en el concierto homenaje a Jorge González, celebrado en el Movistar Arena de Santiago, donde compartió el escenario con su excompañero de Los Prisioneros por primera vez desde la disolución de la banda. Juntos interpretaron «El baile de los que sobran».  

## Discografía

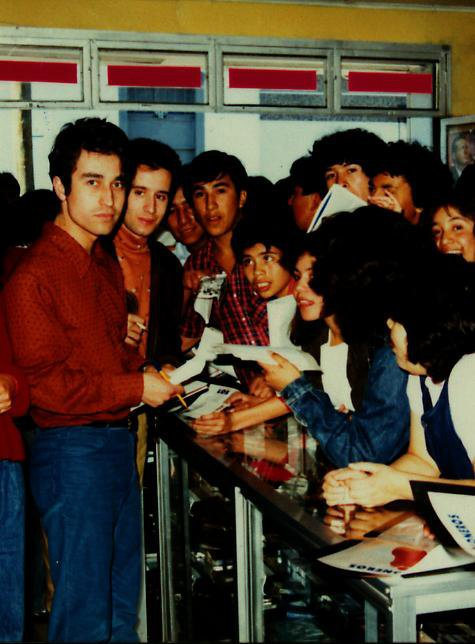
Jorge González y Miguel Tapia durante la promoción del disco Corazones.

### Los Prisioneros
- 1984: La voz de los '80
- 1986: Pateando piedras
- 1987: La cultura de la basura
- 1990: Corazones
- 2003: Los Prisioneros
- 2003: Los Prisioneros en las Raras Tocatas Nuevas de la Rock & Pop
- 2004: Manzana

#### Compilaciones
- 1991: Grandes éxitos
- 1996: Ni por la razón, ni por la fuerza
- 2001: Antología, su historia y sus éxitos

#### En vivo
- 2001: El caset pirata
- 2002: Estadio Nacional

### Jardín Secreto
- 1993: Jardín Secreto
- 1997: El sonido de existir

### Travesía
- 2014: Puerto Groove
- 2016: Pantón

### Colaboraciones
- 2006: Homenaje a Los Jaivas (canción «Niña serrana»).

### Bandas sonoras
- 2015: Vacaciones en familia